# Corydoras sodalis
Corydoras sodalis Nijssen & Isbrücker, 1986 è un pesce d'acqua dolce appartenente alla famiglia Callichthyidae. 

## Distribuzione e habitat
Proviene dal Perù e dal Brasile (locus typicus: Rio Yavari, nella Provincia di Loreto).

## Descrizione
Presenta un corpo compresso sui lati e sull'addome che raggiunge la lunghezza massima di 4,9 cm. La colorazione è formata da un reticolo grigiastro su sfondo pallido, talvolta rosato. Possono essere presenti macchie scure sulle pinne, anche sulla pinna dorsale, ma mai ampie. Questa caratteristica ne permette la distinzione da Corydoras reticulatus.

## Biologia

### Comportamento
Spesso forma piccoli gruppi e trascorre la maggior parte del suo tempo sul fondo.

### Alimentazione
Ha dieta onnivora.

## Acquariofilia
Può essere allevato in acquario, dove si riproduce.